# Liste der Monuments historiques in Javernant
Die Liste der Monuments historiques in Javernant führt die Monuments historiques in der französischen Gemeinde Javernant auf.

## Liste der Immobilien
| Bezeichnung                    | Beschreibung            | Standort              | Kennzeichnung | Schutzstatus | Datum | Bild           |
| ------------------------------ | ----------------------- | --------------------- | ------------- | ------------ | ----- | -------------- |
| Kirche Assomption-de-la-Vierge | aus dem 16. Jahrhundert | Rue Principale (Lage) | PA00078123    | Inscrit      | 1926  | weitere Bilder |

## Liste der Objekte
| Bezeichnung                                                            | Beschreibung | Standort                                     | Kennzeichnung | Schutzstatus | Datum | Bild |
| ---------------------------------------------------------------------- | --- | -------------------------------------------- | ------------- | ------------ | ----- | ---- |
| Grabstein für Jacques le Pitancier                                     | Kalkstein, bemalt, bezeichnet 1482                                                                                           | in der Kirche Assomption-de-la-Vierge (Lage) | PM10000939    | Classé       | 1913  |      |
| Skulptur Heilige Katharina                                             | Kalkstein, farbig gefasst, 16. Jahrhundert                                                                                   | in der Kirche Assomption-de-la-Vierge (Lage) | PM10003149    | Classé       | 1913  |      |
| Skulpturengruppe Der heiliger Vorelius rettet ein Kind aus den Flammen | Holz, farbig gefasst, Ende des 16. Jahrhunderts                                                                              | in der Kirche Assomption-de-la-Vierge (Lage) | PM10000945    | Classé       | 1984  |      |
| Skulptur Heiliger Claudius                                             | Kalkstein, farbig gefasst, 16. Jahrhundert                                                                                   | in der Kirche Assomption-de-la-Vierge (Lage) | PM10003148    | Classé       | 1908  |      |
| Skulptur Unterweisung Mariens                                          | Kalkstein, farbig gefasst, 16. Jahrhundert                                                                                   | in der Kirche Assomption-de-la-Vierge (Lage) | PM10000940    | Classé       | 1913  |      |
| Skulptur Heiliger Vinzenz                                              | Kalkstein, farbig gefasst, Ende des 16. Jahrhunderts                                                                         | in der Kirche Assomption-de-la-Vierge (Lage) | PM10000946    | Classé       | 1984  |      |
| Sessel                                                                 | Holz, bemalt, Stoff, 18. Jahrhundert                                                                                         | in der Kirche Assomption-de-la-Vierge (Lage) | PM10004101    | Inscrit      | 1983  |      |
| Skulptur Heiliger Nikolaus                                             | Kalkstein, farbig gefasst, 16. Jahrhundert                                                                                   | in der Kirche Assomption-de-la-Vierge (Lage) | PM10003146    | Classé       | 1908  |      |
| Skulptur Heiliger Fiacrius                                             | Kalkstein, farbig gefasst, 16. Jahrhundert                                                                                   | in der Kirche Assomption-de-la-Vierge (Lage) | PM10004102    | Inscrit      | 1983  |      |
| Skulptur Heilige Syra                                                  | Kalkstein, farbig gefasst, 16. Jahrhundert                                                                                   | in der Kirche Assomption-de-la-Vierge (Lage) | PM10000942    | Classé       | 1913  |      |
| Skulptur Heiliger Germanus                                             | Kalkstein, farbig gefasst, 16. Jahrhundert                                                                                   | in der Kirche Assomption-de-la-Vierge (Lage) | PM10003147    | Classé       | 1913  |      |
| Retabel                                                                | Kalkstein, 17. Jahrhundert                                                                                                   | in der Kirche Assomption-de-la-Vierge (Lage) | PM10000938    | Classé       | 1908  |      |
| Skulptur Heilige Margaretha                                            | Kalkstein, farbig gefasst, 16. Jahrhundert; seit 1969 verschwunden                                                           | in der Kirche Assomption-de-la-Vierge (Lage) | PM10000941    | Classé       | 1913  |      |
| Kirchenfenster                                                         | aus dem 16. Jahrhundert | in der Kirche Assomption-de-la-Vierge (Lage) | PM10000943    | Classé       | 1913  |      |
| Hauptaltar                                                             | Altartisch, Tabernakel, Exposition und sieben Skulpturen; Eichenholz, farbig gefasst und vergoldet, 17. oder 18. Jahrhundert | in der Kirche Assomption-de-la-Vierge (Lage) | PM10000944    | Classé       | 1983  |      |
| Adlerpult                                                              | Holz, farbig gefasst, Anfang des 19. Jahrhunderts                                                                            | in der Kirche Assomption-de-la-Vierge (Lage) | PM10004097    | Inscrit      | 1983  |      |